# 九龍巴士9A線
九龍巴士9A線是香港九龍的一條已取消巴士路線。

## 歷史
- 1971年4月25日，路線投入服務，來往旺角至坪石，以配合坪石邨入伙，祇於繁忙時間服務。
- 1974年10月14日，路線終止服務，並由10線取代。

## 行車路線
- 由旺角開出：旺角道，彌敦道，亞皆老街，太子道，彩虹道，龍翔道
- 由坪石開出：清水灣道，龍翔道，斧山道，彩虹道，太子道，亞皆老街，洗衣街，旺角道